# Sierra de Luna
Sierra de Luna è un comune spagnolo di 243 abitanti situato nella comunità autonoma dell'Aragona.